# فراری ۱۵۹ اس
فراری ۱۵۹ اس (Ferrari 159 S) خودرویی است که در سال‌های ۱۹۴۷۱ producedتولید شده‌است.
این خودرو در کلاس خودرو اسپورت قرار گرفته، طراحی آن خودروهای موتور جلو-محور عقب بوده است.
موتور آن ۱۹۰۳ سی‌سی است.